# 178e méridien est
En géographie, le 178e méridien est est le méridien joignant les points de la surface de la Terre dont la longitude est égale à 178° est.

## Géographie

### Dimensions
Comme tous les autres méridiens, la longueur du 178e méridien correspond à une demi-circonférence terrestre, soit 20 003,932 km. Au niveau de l'équateur, il est distant du méridien de Greenwich de 19 815 km,.
Avec le 2e méridien ouest, il forme un grand cercle passant par les pôles géographiques terrestres.

### Régions traversées
En commençant par le pôle Nord et descendant vers le sud au pôle Sud, Le 178e méridien est passe par:
| Coordonnées           | Pays, territoire ou mer  | Notes                                                                                    |
| --------------------- | ------------------------ | ---------------------------------------------------------------------------------------- |
| 90° 00′ N, 178° 00′ E | Océan Arctique           |                                                                                          |
| 72° 00′ N, 178° 00′ E | Mer de Sibérie orientale |                                                                                          |
| 69° 28′ N, 178° 00′ E | Russie                   | Tchoukotka                                                                               |
| 64° 41′ N, 178° 00′ E | Anadyrskiy Liman (en)    |                                                                                          |
| 64° 12′ N, 178° 00′ E | Russie                   | Tchoukotka                                                                               |
| 62° 32′ N, 178° 00′ E | Mer de Bering            | Passe juste à l'ouest de l'Île Segula (en), Alaska, États-Unis (à 52° 01′ N, 178° 05′ E) |
| 51° 55′ N, 178° 00′ E | Océan Pacifique          |                                                                                          |
| 17° 24′ S, 178° 00′ E | Fidji                    | île Viti Levu                                                                            |
| 18° 15′ S, 178° 00′ E | Océan Pacifique          |                                                                                          |
| 18° 22′ S, 178° 00′ E | Fidji                    | Île Yanutha                                                                              |
| 18° 23′ S, 178° 00′ E | Océan Pacifique          |                                                                                          |
| 19° 06′ S, 178° 00′ E | Fidji                    | Île Kadavu                                                                               |
| 19° 09′ S, 178° 00′ E | Océan Pacifique          |                                                                                          |
| 37° 32′ S, 178° 00′ E | Nouvelle-Zélande         | Île du Nord — ppasse par la ville de Gisborne (à 38° 39′ S, 178° 00′ E)                  |
| 38° 40′ S, 178° 00′ E | Océan Pacifique          |                                                                                          |
| 60° 00′ S, 178° 00′ E | Océan Austral            |                                                                                          |
| 78° 04′ S, 178° 00′ E | Antarctique              | Dépendance de Ross, Liste des territoires revendiqués par la Nouvelle-Zélande            |